# Seznam članov Mestnega sveta Mestne občine Ljubljana (2002-2006)
Seznam članov Mestnega sveta Mestne občine Ljubljana v mandatu 2002-2006.

## Liberalna demokracija Slovenije
1. Viktorija Potočnik
2. Darko Štrajn
3. Dunja Piškur Kosmač
4. Slavko Slak
5. Majda Širca
6. Igor Omerza
7. Cvetka Selšek
8. Radovan Stanislav Pejovnik
9. Marjeta Vesel Valentinčič
10. Jani Möderndorfer
11. Stanislava Marija Ferenčak Marin
12. Peter Božič
13. Eva Strmljan Kreslin
14. Miha Koprivšek
15. Roman Jakič

## Združena lista socialnih demokratov
1. Metka Tekavčič
2. Danica Simšič
3. Stanko Brezovar
4. Boris Makoter
5. Angela Murko-Pleš
6. Anton Colarič
7. Maja Čepič
8. Miloš Pavlica

## Socialdemokratska stranka Slovenije
1. Dimitrij Kovačič
2. Andrej Bručan
3. Milan Zver
4. Jože Zagožen
5. Bojana Beović
6. Peter Sušnik
7. Gregor Gomišček

## Nova Slovenija
1. Janez Drobnič
2. Franc Slak
3. Janez Vrbošek
4. Marija Šterbenc

## Slovenska ljudska stranka
1. Janez Žagar
2. Drago Čepar

## Ljubljana, moje mesto
1. Janez Sodržnik
2. Marinka Levičar

## Demokratična stranka upokojencev Slovenije
1. Branko Omerzu
2. Janez Železnik

## Stranka mladih Slovenije
1. Dominik Sava Černjak

## Slovenska nacionalna stranka
1. Zvone Penko

## Lista za čisto pitno vodo
1. Mihael Jarc

## Zeleni Slovenije
1. Miha Jazbinšek

## Rad imam Ljubljano
1. Samo Kuščer